# August Leopold Crelle

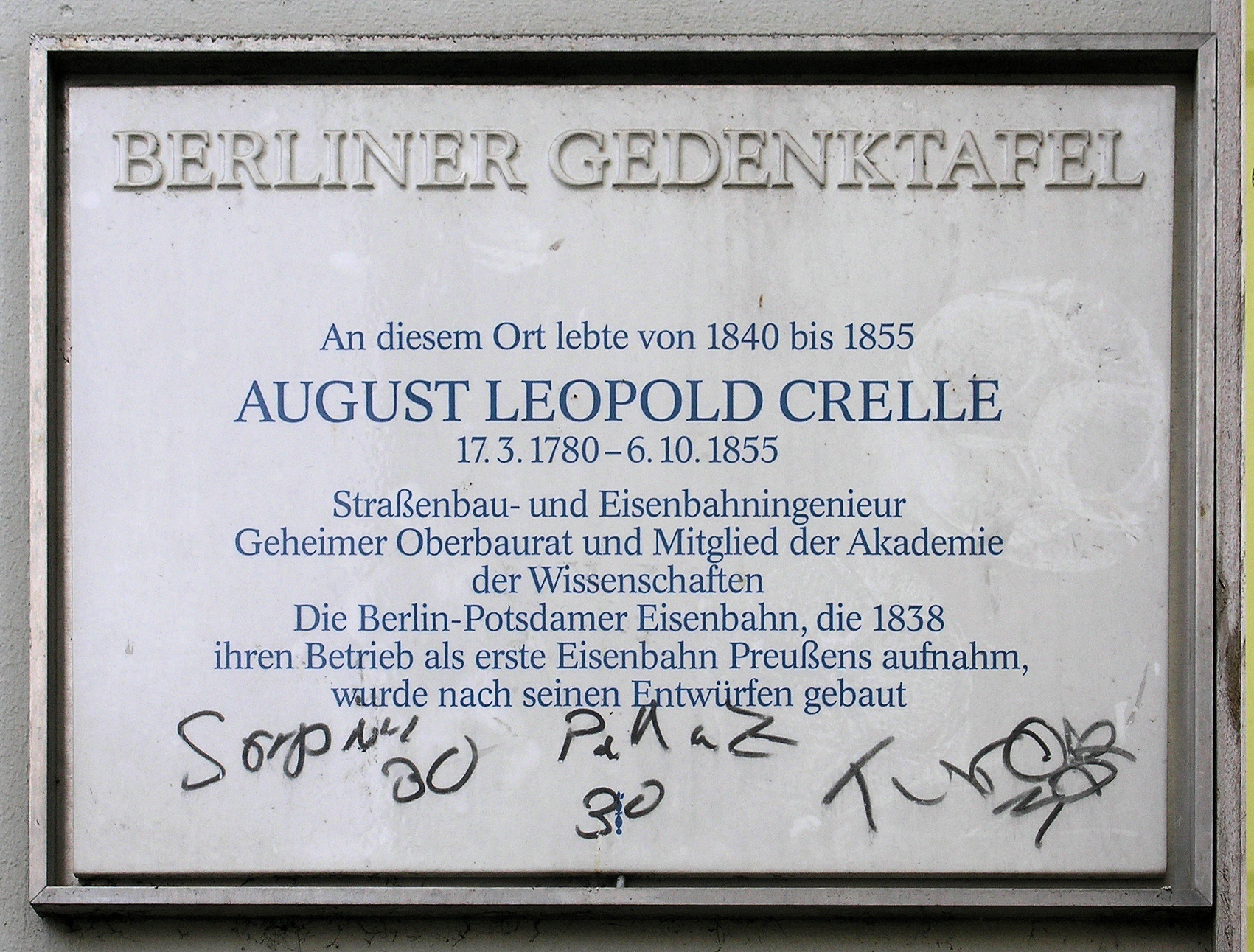
Table commémorative.

August Leopold Crelle, né à Eichwerder le 11 ou 17 mars 1780 et mort à Berlin le 6 octobre 1855, est un mathématicien, ingénieur et architecte allemand. Il est surtout connu comme le fondateur du Journal für die reine und angewandte Mathematik , également connu sous le nom de Crelle's Journal.

## Biographie
Crelle a acquis ses connaissances par ses propres lectures, sans avoir suivi des études universitaires. Il a montré un intérêt particulier pour les mathématiques, puis pour l'administration. En 1803/04, il accompagne David Gilly dans un voyage d'études de trois mois à Paris. Des circonstances extérieures, à savoir l'occupation française de la Prusse, l'amènent à se lancer dans le génie civil et la construction de routes. Il travaille dans l'administration prussienne, où il occupe les postes les plus variés. Il est ensuite nommé « Geheimer Oberbaurat » en 1815 et membre de la direction des constructions de l’État. La plupart des routes construites dans l'État prussien entre 1816 et 1826 l'ont été avec sa participation, et la ligne de chemin de fer Berlin-Magdebourg a été conçue sur ses plans.
En 1849, il se retire du service gouvernemental pour des raisons de santé.
Crelle fonde le Journal für die reine und angewandte Mathematik, également appelé "Journal de Crelle" en 1826 et il en a été le rédacteur en chef pendant de nombreuses années. Le Journal a été la première grande revue mathématique non affiliée à une académie, et la principale revue mathématique du début du XIXe siècle. Crelle a su à attirer comme auteurs d'éminents mathématiciens tels que  Jakob Steiner, Peter Gustav Lejeune Dirichlet, Ernst Eduard Kummer, Carl Gustav Jacobi, Gotthold Eisenstein ou Niels Henrik Abel.
Crelle lui-même devient une figure incontournable de la vie scientifique et sociale de Berlin. En 1828 Crelle est nommé membre de l'Académie royale des sciences de Prusse. Il est aussi membre correspondant à l'Académie russe des sciences à Saint-Pétersbourg, membre de la Société américaine de philosophie et de l'Académie royale des sciences de Suède. En 1853, il est élu membre de la American Philosophical Society.
Il abandonna ses activités professionnelles en 1849 pour raison de santé ; il meurt en 1855.
Une rue de Berlin porte son nom.